# That Grim Reality
That Grim Reality är Wan Lights första EP, utgiven 2005.

## Låtlista
1. "That Grim Reality" - 3:12
2. "About the Cirmustances" - 3:12
3. "Transit" - 3:59
4. "Future World" - 3:52
5. "A Lifelong Experience" - 2:00

### Fotnoter
1. ↑  ”That Grim Reality”. Discogs.com. http://www.discogs.com/Wan-Light-That-Grim-Reality/release/1589511. Läst 21 december 2011.